# Margaret Johnson (femme politique)
Pour le navire, voir Margaret Johnson.
Margaret C. Johnson est une femme politique canadienne.
Elle représente la circonscription de Carleton-Victoria à l'Assemblée législative du Nouveau-Brunswick depuis les élections générales du 14 septembre 2020.
De 2020 à 2024, elle est ministre de l’Agriculture, de l’Aquaculture et des Pêches. Pendant son mandat, elle soutient la salmoniculture en enclos à filet ouvert, en dépit des répercussions du secteur sur le saumon sauvage.
Elle est réélue lors des élections de 2024 et devient leader parlementaire de l’opposition officielle et porte-parole en matière de Développement social et pour les Ainés.